# 谢和赓
谢和赓（1912年12月25日—2005年1月1日），笔名张诚、张春熙等，男，广西桂林人，中国作家、情报人员。

## 生平
谢毕业于桂林中学，1933年在北平中国大学求学时经宣侠父介绍秘密加入中国共产党，旋奉命打入察哈尔民众抗日同盟军，先后任冯玉祥和吉鸿昌的秘书。察哈尔抗日同盟军失败后，经南汉宸安排，谢持冯玉祥和李济深的推荐信投奔白崇禧，派任广西省工商局研究员、省建设厅工商科一等科员。由于谢父谢顺慈与白崇禧的岳父马健卿同是清末秀才，为世交，谢很快得到白崇禧的信任，成为其机要秘书。 后来，谢通过与白崇禧妻子马佩璋的表妹杜璇结婚，加深了与白崇禧的关系。
1937年末在武汉提议报请周恩来同意后，利用刘士衡找潘宜之向李宗仁、白崇禧建议，需要有人与各党联络，当时只有程思远做了解蒋中正方面的情报与黄埔系联络工作，而了解中共方面并与之联系工作，李、白、黄三人同意安排刘仲容任第五战区司令长官部参议。1930年代末期，与电影演员王莹开始婚外恋。1942年，被国民政府派往美国留学，地下替中共从事情报和统一战线工作，并先后就读于美国国际事务研究所和西北大学。谢将妻儿抛在国内，带情妇王莹赴美。1951年，杜璇在国内公开登报宣布与谢离婚，谢随后与情妇王莹在美国结婚。1954年底，在麦卡锡主义风潮中被美国移民局逮捕，后被驱逐出境回国。任《世界知识》高级编辑兼欧美组组长等职。
1957年，谢在反右运动中因提了“中南海应向老百姓开放”的意见被打为右派，流放黑龙江省，次年在周恩来等人的营救下回到北京。1967年，谢在文化大革命中再次被逮捕，受王莹牵连遭到迫害。1974年获知王莹被迫害致死消息而精神失常，1975年在周恩来的营救下出狱。后在外交部工作。

## 家庭
谢和赓第一位妻子是白崇禧夫人马佩璋的表妹杜璇，二人生子谢镛。谢和赓第二位妻子是演员、作家王莹。两人于1930年代相识相恋，当时谢和赓已婚，王莹也有同居男友。1942年谢和赓将妻儿抛弃，带着王莹一同赴美同居。1951年杜璇登报声明与谢和赓离婚，杜璇后改嫁解放军南下的干部，谢镛一直由杜璇抚养。1951年2月22日，谢和赓在美国纽约市政府与王莹登记结婚，二人无子女。谢1975年出狱后，身体很差无法自理，写信要求儿子谢镛到北京照顾他，被拒。于是由姐姐谢振群照顾长达25年。1999年，谢和庚结识了一位三十余岁的女性滕菲，并收其为“养女”，并立遗嘱所有财产由滕菲继承。2005年谢和庚与谢振群相继去世，谢振群的两个女儿发起遗产继承诉讼。此案成为北京市高等法院列举的典型遗产继承诉讼案例。